# Pyöriäsaari (ö i Södra Savolax, S:t Michel, lat 61,36, long 27,37)
Pyöriäsaari är en ö i Finland. Den ligger i sjön Kuolimo och i kommunen Sankt Michel i den ekonomiska regionen  S:t Michel och landskapet Södra Savolax, i den södra delen av landet, 180 km nordost om huvudstaden Helsingfors. Öns area är 1,4 hektar och dess största längd är 150 meter i nord-sydlig riktning.